# Roger Mortimer, 1. Baron Mortimer of Chirk

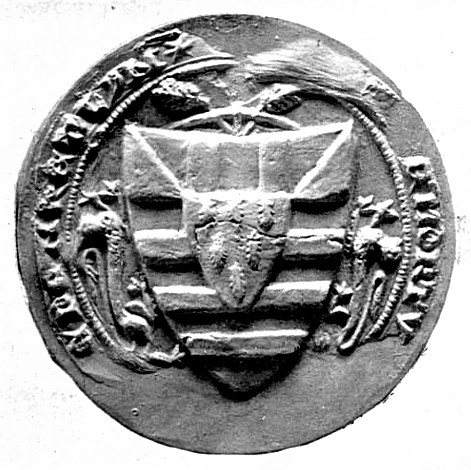
Siegel von Roger Mortimer of Chirk

Roger Mortimer, 1. Baron Mortimer of Chirk (auch Sir Roger Mortimer of Chirk; * um 1256; † 3. August 1326 in London) war ein englischer Adliger und Rebell. Als jüngerer Sohn eines Adligen stieg er durch seine Dienste als Militär zu einem mächtigen Marcher Lord auf, starb dann aber als Rebell in Gefangenschaft im Tower of London.

## Herkunft und Jugend
Roger Mortimer entstammte der anglonormannischen Adelsfamilie Mortimer. Er war der dritte Sohn von Roger III de Mortimer und von dessen Frau Maud (auch Matilda) de Briouze. Während sein älterer Bruder Edmund zunächst Geistlicher werden sollte, wurde Roger noch zu Lebzeiten seines Vaters vor 1282 zum Ritter geschlagen. König Eduard I. hoffte, dass Roger Mortimer eine ähnlich starke Position wie sein Vater einnehmen und auch eine enge Beziehung zu ihm haben würde. Durch seine Heirat mit Lucy Wafre, der Tochter und Erbin von Robert Wafre, erwarb Mortimer die Herrschaften Pencelli und Tir Ralph in Brecknockshire, die er als Lehen von Humphrey de Bohun, 3. Earl of Hereford hielt. Schon bald kam es zwischen Mortimer und Bohun zu Streitigkeiten, und ab 1279 beschuldigte Mortimer Bohun, dass dieser vor Gericht in Brecon seine Ansprüche verweigere.

## Rolle bei der Eroberung von Wales
Während des Zweiten Feldzugs zur Eroberung von Wales vergab der König am 2. Juni 1282 die Besitzungen des Rebellen Llywelyn Fychan ap Gruffydd, einem der Söhne und Nachfolger von Fürst Gruffydd ap Madog von Powys Fadog, an Mortimer. Damit erhielt Mortimer den ersten größeren Besitz, den der König im eroberten Wales vergab. Diese Nanheudwy, Cynllaith und Mochnant Is Rhaeadr genannten Gebiete bildeten die neue Herrschaft Chirk, nach der Mortimer später den Namen Mortimer of Chirk führte. Nach dem Tod von seinem Vater im Oktober 1282 erbte sein älterer Bruder Edmund dessen Besitzungen. Der König forderte aber auch Mortimer am 31. Oktober 1282 auf, unter Roger Lestrange, dem Nachfolger seines Vaters als Kommandant der englischen Truppen in Mittelwales, am weiteren Feldzug zur Eroberung von Wales teilzunehmen. Im Dezember 1282 war er einer der Kommandanten der englischen Truppen, die in Mittelwales operierten. Ob er den walisischen Fürsten Llywelyn ap Gruffydd in einem Hinterhalt lockte, indem er vortäuschte, dass es in Mittelwales zu Rebellionen gegen die Engländer gekommen war, und ob er an dem Gefecht beteiligt war, in dem Llywelyn am 11. Dezember getötet wurde, ist unklar. In dem Gefecht fiel auch der Llywelyn Fychan, dessen Besitzungen Mortimer im Juni erhalten hatte. Angeblich soll Mortimer selbst den abgeschlagenen Kopf von Llywelyn ap Gruffydd zu Eduard I. nach Rhuddlan Castle gebracht haben. Zur selben Zeit beschuldigte Erzbischof Pecham, der eine Visitation der Diözese Hereford durchführte, Mortimer des Ehebruchs mit Margaret, der Frau von Roger of Radnor, und mit anderen Frauen. Mortimers Reaktion auf diese Vorwürfe verschlimmerte noch die Situation, denn er ließ den Kaplan, der ihn für sein sündiges Leben tadelte, ins Gefängnis werfen. Pecham befürchtete, dass Mortimer unbestraft bleiben würde, wenn er die Region wieder verlassen hätte. Er beauftragte deshalb William de Braose, den Bischof von Llandaff, die Sache weiter zu verfolgen und Kirchenstrafen gegen Mortimer zu verhängen.

## Weiterer Dienst unter Eduard I.

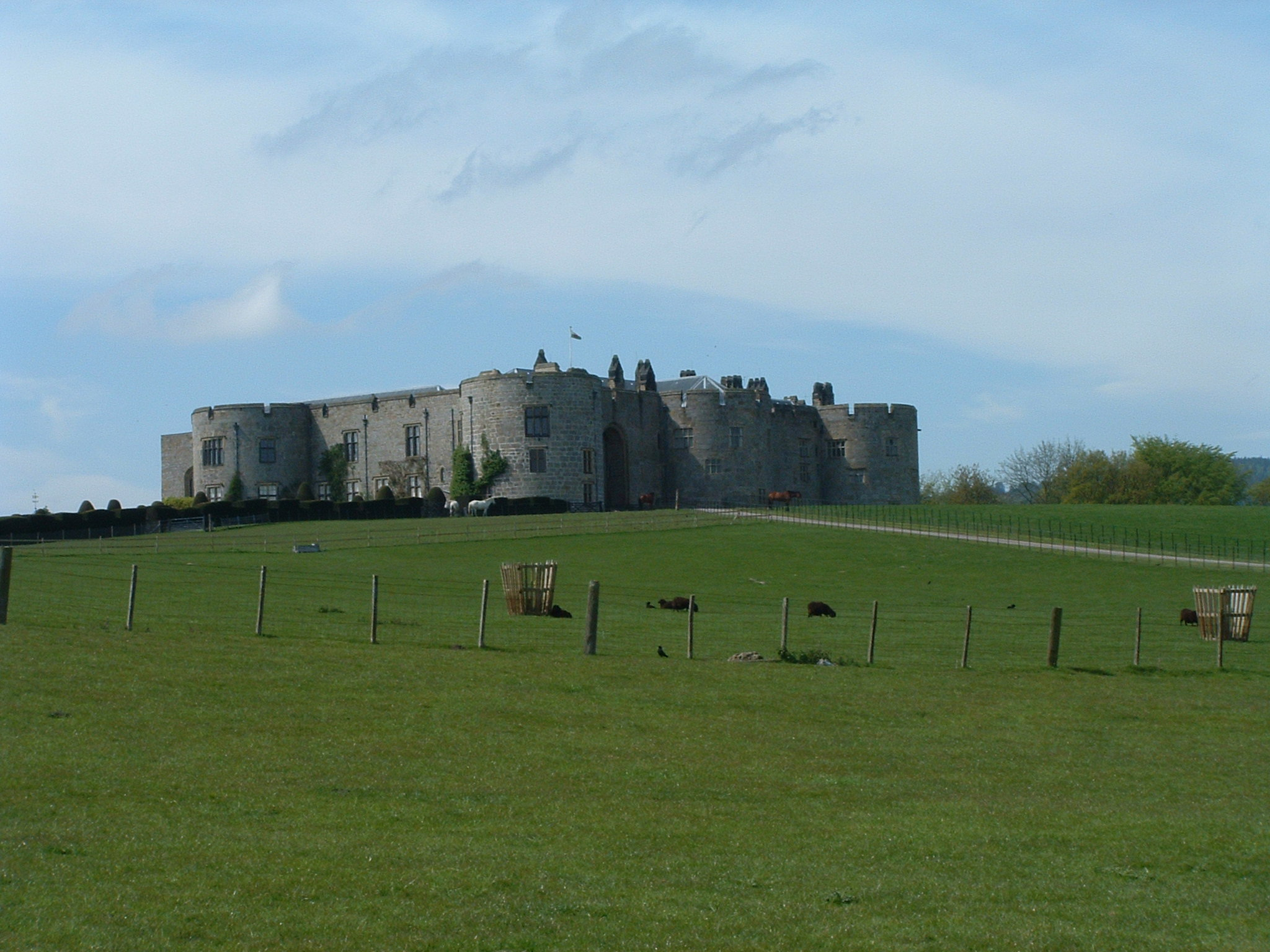
Das von Roger Mortimer begonnene Chirk Castle

Im Sommer 1287 musste Mortimer Soldaten zur Niederschlagung der Rebellion des walisischen Lords Rhys ap Maredudd stellen, während er selbst in seiner Herrschaft bleiben sollte, um eine Ausweitung der Rebellion zu verhindern. Er darf dabei nicht mit dem namensgleichen Roger Mortimer verwechselt werden, der Grundbesitz in Is Coed and Genau'r-glyn in Cardiganshire besaß. Dieser nahm aktiv am Kampf gegen Rhys ap Maredudd teil und geriet im November 1287 bei der Eroberung von Newcastle Emlyn Castle in Gefangenschaft. Während des Französisch-Englischen Kriegs diente Roger Mortimer of Chirk ab 1294 in der Gascogne, so dass er nicht an der Niederschlagung des walisischen Aufstands ab 1294 beteiligt war. In Südwestfrankreich war er nach der Rückeroberung von Bourg und Blaye einer der Kommandanten der beiden Städte. 1297 war er erneut in der Gascogne. 1298 wurde er beauftragt, in Wales Fußsoldaten für den Krieg gegen Schottland zu rekrutieren. 1300 und 1301 nahm er an Feldzügen gegen Schottland teil, unter anderem 1300 bei der Belagerung von Caerlaverock. Zusammen mit William of Leyburn und vier weiteren Rittern war er dabei für die Sicherheit und für die weitere ritterliche Ausbildung des Thronfolgers Eduard verantwortlich. Erstmals wurde Mortimer am 6. Februar 1299 durch writ of Summons in ein Parlament berufen worden, weshalb er als Baron Mortimer of Chirk gilt. Während des Parlaments von Lincoln 1301 besiegelte er mit den Brief der Barone an den Papst, mit dem diese gegen dessen Einmischung in den schottischen Unabhängigkeitskrieg protestieren wollten. In Wales gelang ihm der Ausbau seiner Besitzungen. Nach 1295 begann er vermutlich mit dem Bau von Chirk Castle. Aus dem Erbe seiner vor 1301 gestorbenen Mutter erhielt er die Herrschaft Narberth sowie ein Drittel der Herrschaft St Clears. 1303 diente Mortimer wieder in Schottland, ebenso 1306. In diesem Jahr gehörte er zu den Baronen, die ohne Genehmigung des Königs die Armee verließen, weshalb er beim König in Ungnade fiel. Der König stellte seine Ländereien eine Zeitlang unter königliche Verwaltung.

## Weiterer Aufstieg unter Eduard II.
Sein ehemaliger Schützling, Eduards I. Sohn und Nachfolger Eduard II., nahm ihn nach seiner Thronbesteigung im Juli 1307 sofort wieder in seine Gunst auf. Am 15. Februar 1308 ernannte ihn der König zum Justiciar für Nordwales und wenige Tage später zum Justiciar für Südwales. Für seine Dienste erhielt er 1310 das lebenslange Recht an der Herrschaft Blaenllyfni in Brecknockshire, die zuvor Reginald fitz Peter gehört hatte. Gemäß der Ordinances musste er 1311 wieder auf die Herrschaft verzichten, doch 1316 wurde sie ihm als erbliches Lehen verliehen. Im Juni 1309 wurde er aufgefordert, die Verwaltung von Powys, der Herrschaft des verstorbenen Gruffydd de la Pole, des Erben von Owen de la Pole zu übernehmen. Dies wurde von einem anderen Gruffudd de la Pole, dem Bruder von Owen de la Pole angefochten. Dieser beanspruchte nach walisischem Recht anstelle von Hawise, der Tochter von Owen das Erbe. Seine Ansprüche wurden vom mächtigen Earl of Lancaster, dessen Vasall er war, unterstützt. Gruffudd schlug Vermittlungsversuche aus und belagerte schließlich sogar Welshpool Castle. Auf Befehl des Königs entsetzte Mortimer die belagerte Burg und vertrieb Gruffudd, womit er sich Lancaster zum Feind machte. Der Erbstreit wurde dann vom König zugunsten von Hawise und deren Mann John Charlton entschieden.
Als Justiciar aller Gebiete des Fürstentums Wales herrschte Mortimer während der schwachen und unruhigen Herrschaft von Eduard II. dort wie ein Fürst. Gegen seine strenge Herrschaft kam es aber zu zahlreiche Klagen von walisischen Untertanen. Am 19. Februar 1314 wurde er auf Betreiben des Earl of Lancaster als Justiciar für Nordwales und am 3. April 1317 als Justiciar für Südwales abgelöst. Am 23. November 1316 wurde er jedoch wieder Justiciar für Nordwales und am 30. April 1317 auch wieder Justiciar für Südwales, dazu wurden ihm die beiden einträglichen Ämter lebenslang verliehen. Durch seine weiterhin strengen und rücksichtslosen Entscheidungen machte er sich weitere walisische Adlige zu Feinden. Er erregte besonders den Zorn von Gruffydd Llwyd, dem führenden walisischen Beamten der Krone in Nordwales, der vermutlich Mortimer für seine lange Inhaftierung zwischen 1316 und 1317 verantwortlich machte. 1316 schlug Mortimer zusammen mit seinem Neffen Roger Mortimer of Wigmore und Humphrey de Bohun, 4. Earl of Hereford die Rebellion von Llywelyn Bren in Glamorgan nieder. Die Mortimers versuchten den König zu bewegen, den Rebellen nicht zu streng zu bestrafen, ehe er mit dem Earl of Hereford gesprochen hätte. Der königliche Günstling Hugh le Despenser konnte sich allerdings durchsetzen und ließ Llywelyn 1318 grausam hinrichten.

## Rebellion, Gefangenschaft und Tod
Sowohl Mortimer wie auch sein Neffe Roger Mortimer of Wigmore hatten mit William de Briouze über einen Kauf von dessen südwalisischen Herrschaft Gower verhandelt. Als der König im Dezember 1320 die Verwaltung der Herrschaft selbst übernahm und sie schließlich seinem Günstling Hugh le Despenser zuschanzte, kam es zum Despenser War, einer Revolte einer Reihe von Marcher Lords. Die Marcher Lords empfanden das Vorgehen als Verstoß gegen das besondere Recht der Welsh Marches, und dazu fürchteten sie die Macht und die Gier Despensers, der begonnen hatte, in Südwales ein eigenes Territorium aufzubauen. Mortimer musste sich zudem auch direkt bedroht fühlen, denn Despenser soll Rache für den Tod seines Großvaters Hugh le Despenser geschworen haben, der angeblich 1265 in der Schlacht von Evesham von Mortimers Vater getötet worden war. Er gehörte zusammen mit seinem Neffen Roger Mortimer of Wigmore zu den Baronen, die Humphrey de Bohun im Mai 1321 bei einem Angriff auf Despensers Herrschaft Glamorgan unterstützen. Die Mortimers nahmen an dem Treffen der Barone teil, zu dem der Earl of Lancaster im Juni 1321 nach Sherburn-in-Elmet geladen hatte, und unter diesem Druck musste der König sie im Juli 1321 offiziell begnadigen, während Despenser und sein gleichnamiger Vater Hugh le Despenser der Ältere ins Exil gehen mussten. Der Adelsopposition gelang jedoch nicht die dauerhafte Festigung ihres Erfolgs. Im Oktober 1321 begann der König, militärisch gegen seine Gegner vorzugehen. Zwar nahm Mortimer mit den anderen Marcher Lords an einem weiteren Treffen mit Lancaster in Doncaster teil, doch sie erhielten kaum weitere Unterstützung und konnten sich auf kein einheitliches Vorgehen einigen. Im Dezember 1321 erreichte das königliche Heer Gloucester. Um den Vormarsch des Königs aufzuhalten, vertrieben Mortimer und Hereford Anfang 1322 die Vorhut des königlichen Heeres aus Bridgnorth, brannten die Stadt nieder und zerstörten die Brücke über den Severn, doch der König stieß über Worcester weiter nach Shrewsbury vor, wo es am 14. Januar den Severn überschreiten konnte. In Nordwales hatten sich königstreue Waliser unter Mortimers alten Gegner Gruffydd Llwyd gegen die Mortimers erhoben und unter anderem Chirk Castle erobert. Von zwei Seiten angegriffen und vom Earl of Lancaster entgegen dessen Versprechen nicht unterstützt, ergab sich Mortimer am 22. Januar bei Shrewsbury dem König. Zusammen mit seinem Neffen wurde er im Tower of London inhaftiert. Der König ließ ihn wegen Hochverrat anklagen. Er wurde zwar nicht hingerichtet, aber seine Besitzungen wurden beschlagnahmt. Nach seinem endgültigen Sieg über Lancaster und die Adelsopposition berief der König je 24 Vertreter aus Süd- und Nordwales zum Parlament nach York. Diese berichteten von zahlreichen Ungerechtigkeiten und Verstößen, die Mortimer in Wales gegenüber Untertanen der Krone im Fürstentum Wales begangen hätte. Mortimer blieb bis zu seinem Tod in strenger Haft im Tower. Nach der Familienchronik wurde er am 14. September 1326 von Bischof Adam Orleton von Hereford neben seinen Vorfahren in der Familienstiftung Wigmore Priory beigesetzt.

## Familie und Nachkommen
Mortimer war mit Lucy de Waffre († 1324) verheiratet, Tochter und Erbin von Robert de Waffre, Lord von Hopton Wafers in Shropshire. Mit ihr hatte er einen Sohn:
- Roger Mortimer ⚭ Joan de Turberville

Dieser erbte über seine Mutter die Besitzungen seines Großvaters mütterlicherseits bei Pencelli und Tir Ralph und bei Tedstone Wafer in Herefordshire. Mortimers Neffe, Roger Mortimer of Wigmore konnte 1323 aus dem Tower flüchten. Im September 1326 gelang es ihm, Eduard II. und die Despensers zu stürzen. Danach übernahm er die Regentschaft für den minderjährigen Eduard III. Er übergab aber nun nicht Chirk seinem gleichnamigen Cousin Roger, sondern besetzte die Herrschaft selbst. Nach seinem Sturz 1330 versuchte Roger Mortimer of Chirk der Jüngere und dann dessen Sohn John vergeblich, Chirk zurückzuerhalten. Eduard III. hatte Chirk 1332 an Richard FitzAlan, 10. Earl of Arundel vergeben, und 1359 musste John Mortimer endgültig zugunsten des Earl of March und des Earl of Arundel auf seine Ansprüche auf Blaenllyfni, Narberth und St Clears, den übrigen Besitzungen von Roger Mortimer of Chirk verzichten.